# クン・テムル
クン・テムル（モンゴル語: Гүнтөмөр/Kün temür、ᠭᠦᠩ ᠲᠡᠮᠦᠷ）は、モンゴル帝国の第21代（北元としては第7代）皇帝（ハーン）。モンゴルの年代記『黄金史綱』ではトゴーン（Toγoγan）、『恒河の流れ』ではコケ・テムル（Köke temür）とも表記される。
また、モンゴル年代記以外では漢文史料の『明実録』で坤帖木児、ティムール朝で編纂されたペルシア語史料ではکن تیمور(Kun tīmūr)と表記される。

## 生涯
クン・テムルの出自について、『蒙古源流』を始めとするモンゴル年代記は先代のエルベク・ハーンの子とし、ティムール朝で編纂されたペルシア語史料はアリクブケ家の人間であると記す。但し『蒙古源流』が伝えるクン・テムル前後の系図は信憑性が低いため、クン・テムルがエルベクの息子であることを疑問視する説もある。多くの学者はクン・テムルをアリクブケ家の子孫と見ている。
モンゴル年代記によると、卯年（1399年）に先代ハーンであるエルベクが殺害された後、ハーン位に即いたという。
1400年（建文2年）には燕王朱棣（後の永楽帝）が靖難の変の最中、「韃靼可汗クン・テムル（坤帖木児）」と「オイラト（瓦剌）王モンケ・テムル（猛哥帖木児）」に使者を派遣した。オイラト王モンケ・テムルの出自については諸説あるが、モンゴル年代記において先代のエルベク・ハーンを弑逆したオゲチ・ハシハであるという説がある。
モンゴル年代記によると、午年（1402年）にクン・テムルは亡くなった。モンゴル年代記に記述はないが、明朝の記録によると同年に鬼力赤（オルク・テムル・ハーン）がハーンに即位している。

## 大元と韃靼
『明史』巻327列伝215外国8「韃靼」には以下のような記述がある。
この記述を基にクン・テムル・ハーンの死後、オルク・テムル・ハーン（鬼力赤）が「大元」から「タタール（韃靼）」に国名を変更したと説明されることもある。しかし、モンゴル側では引き続き自らをモンゴルと自称し続けており、エセン・ハーンやダヤン・ハーンは「大元のハーン」を自称していることから、『明史』のこのような記述は編纂者による創作に過ぎないと考えられる。